# Paul Bäumer

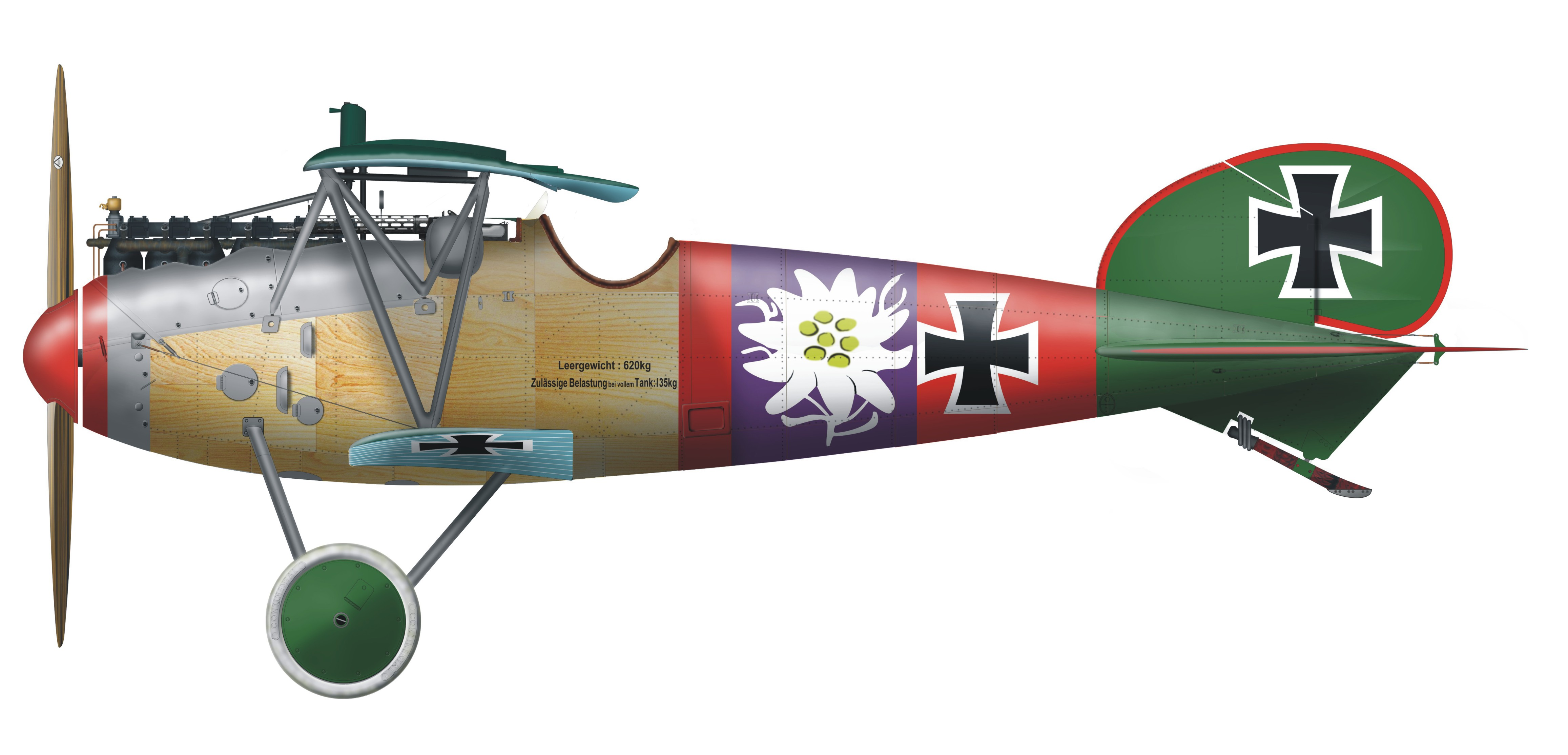
Albatros D.V Paula Bäumera z okresu służby w Jasta 5, lipiec 1917

Paul Bäumer (ur. 11 maja 1896, zm. 15 lipca 1927) – niemiecki lotnik, as myśliwski z czasów I wojny światowej. Odniósł 43 zwycięstwa powietrzne, co stawiało go na 9. miejscu wśród niemieckich asów.

## Życiorys
Paul Bäumer urodził się w Meiderich (część Duisburga). Zainteresowany lotnictwem, jeszcze przed I wojną światową w 1914 ukończył kurs pilotażu. Po wybuchu wojny zgłosił się do wojska, lecz został skierowany do piechoty – do 70 Pułku, z którym walczył we Francji i w Rosji. Dopiero w 1917 został przeniesiony do lotnictwa i ukończył szkolenie pilota myśliwskiego.
Od 26 marca 1917 służył w Feldflieger Abteilung 7, od 28 czerwca 1917 na krótko w myśliwskiej 2. Eskadrze Boelckego (Jagdstaffel Boelcke, Jasta 2), wreszcie na początku lipca 1917 trafił do 5 Eskadry Myśliwskiej (Jasta 5). Między 12 a 15 lipca odniósł w niej trzy pierwsze zwycięstwa - nad balonami obserwacyjnymi, po czym w sierpniu ponownie został przeniesiony do elitarnej Jasta 2 Boelcke, w stopniu Leutnanta, w której służył we Francji do końca wojny. Latał początkowo na myśliwcach Albatros D.V.
Pierwsze swoje zwycięstwo w nowej jednostce i pierwsze nad samolotem odniósł 9 września 1917 (R.E.8). Do końca roku uzyskał łącznie 18 zwycięstw. Po przerwie, w marcu 1918 uzyskał dalsze 4 zwycięstwa. 29 maja 1918 r. został ranny w katastrofie myśliwca Pfalz D.VIII Po przerwie na leczenie, we wrześniu 1918 latając myśliwcem Fokker D.VII zestrzelił aż 16 samolotów, a w październiku 5 dalszych. Ostatnie zwycięstwo odniósł 9 października (Bristol F.2 Fighter pilotowany przez asa Lynna Campbella). We wrześniu 1918 roku także został zestrzelony i uratował się z płonącego samolotu na spadochronie, co było rzadkością podczas I wojny światowej. 2 listopada 1918 został odznaczony najwyższym niemieckim odznaczeniem Pour le Mérite, jako jeden z ostatnich jego kawalerów.
Łącznie odniósł 43 zwycięstwa (w tym 11 myśliwców Sopwith Camel, 5 S.E.5a, 5 lub 6 Bristol F.2 Fighter i 3 balony). Nazywany był „Żelaznym orłem” (Der Eiserne Adler), na niektórych samolotach malował znak indywidualny – dużą szarotkę na kadłubie.
Po wojnie pracował jako dentysta (jednym z jego pacjentów był pisarz Erich Maria Remarque, który dał później imię i nazwisko Bäumera głównemu bohaterowi swojej najsłynniejszej powieści antywojennej Na Zachodzie bez zmian). Zajmował się jednakże również lataniem. W 1919 założył małą wytwórnię lotniczą Bäumer Aero GmbH w Hamburgu.
15 lipca 1927 zginął w katastrofie koło Kopenhagi, testując samolot Rohrbach Ro-IX Rofix, wpadając do wody w cieśninie Sund, dwa kilometry od wybrzeża Danii.

## Odznaczenia
- Pour le Mérite – 2 listopada 1918
- Krzyż Żelazny I Klasy
- Krzyż Żelazny II Klasy
- pruski Złoty Krzyż Zasługi Wojskowej – 12 lutego 1918
- Srebrna Odznaka za Rany